# Gottschalk (prénom)
Gottschalk est un anthroponyme germanique et un prénom allemand, peu usité de nos jours, signifiant « Serviteur de Dieu ». Il est composé de l'élément gott, signifiant « dieu », et de l'élément schalk, dérivé du proto-germanique *skalkaz et signifiant « serviteur », élément qui se retrouve également dans *marhskalk  (« maréchal ») et *siniskalk (« sénéchal »).

C'est l'équivalent germanique de l'hébreu Ovadia et de l'arabe Abdallah. Son équivalent français est Godescalc, porté à l'époque médiévale.

## Personnages historiques
ordre chronologique
- Gottschalk de Bénévent (mort en 742), duc lombard de Bénévent ;
- Godescalc, scribe et enlumineur franc du VIIIe siècle qui réalisa un évangéliaire destiné à Charlemagne ;
- Godescalc, évêque de Sens au VIIIe siècle ;
- Godescalc, évêque de Chalon-sur-Saône (v. 853 – v. 860) ;
- Gottschalk d'Orbais, théologien et poète franc du IXe siècle ;
- Godescalc, évêque du Puy-en-Velay en 935, célèbre pour s'être rendu à Saint-Jacques-de-Compostelle et avoir créé ce qui deviendra une route de pèlerinage ;
- Gottschalk de Zutphen, noble allemand du XIe siècle ;
- Gottschalk (mort en 1066), prince obodrite, martyr chrétien et saint catholique ;
- Gottschalk, moine allemand du XIe siècle qui participa à la croisade populaire ;
- Godescalc, évêque d'Arras (1150–1161).

## Autres personnalités portant ce prénom
ordre chronologique
- Gottschalk Mayer (de) (1761–1835), entrepreneur allemand ;
- Gottschalk Eduard Guhrauer (de) (1809–1854), historien de la littérature allemand.

Prénom composé :
ordre chronologique
- Johan Gottschalk Wallerius (1709–1785), chimiste et minéralogiste suédois ;
- Frederik Gottschalk von Haxthausen (1750–1825), militaire et homme politique norvégien.